# Альваро де Луна
А́льваро де Лу́на, герцог Трухильо (исп. Álvaro de Luna, Каньете, около 1390 — Вальядолид, 2 июня 1453) — кастильский политический и военный деятель, констебль Кастилии (1423—1453), великий магистр ордена Святого Иакова (1445—1453) и фактический правитель страны при короле Хуане II.

## Биография
Род сеньоров де Луна принадлежал к числу знатнейших и богатейших в Арагоне. Он был связан брачными узами с королями и дал католическому миру несколько архиепископов и одного антипапу. Отец будущего коннетабля, Альваро де Луна, принадлежал к кастильской ветви рода. Он родился вне брака от связи аристократа с прекрасной простолюдинкой, Марией Фернандес де Хараной.
Альваро попал на королевский двор в 1410 году в качестве пажа своего дяди Педро де Луны, архиепископа Толедского. Альваро вскоре добился большого влияния на Хуана II, тогда ещё ребёнка. Во время регентства дяди короля Фернандо де Луна был мало заметен. Его возвышение произошло после того, как Фернандо стал королём Арагона и регентом Хуана II стала его мать Каталина, дочь Джона Гонта.
В 1430-е и 1440-е годы, особенно после победы у Игеруэлы, Альваро де Луна оставался наиболее могущественной фигурой в Кастилии. Это было время постоянных конфликтов, спровоцированных коалициями знати, пытавшейся, под предлогом освобождения короля от пагубного влияния фаворита, превратить короля в марионетку, служащую их собственным интересам. Альваро де Луна создал союз с мелким дворянством и низшим духовенством, городами и евреями, которые противостояли олигархической кастильской аристократии и арагонским инфантам, которые защищали политические и экономические интересы своей семьи в Кастилии.
Оппоненты Альваро группировались вокруг королевы Марии из Арагонского дома. В её внезапной смерти многие винили де Луну. Фаворит лично выбрал для короля новую жену, Изабеллу Португальскую. Эта королева оказалась не более покладистой, чем предыдущая. В 1453 году она убедила Хуана II взять Альваро под стражу и заточить в замке Портильо. В том же году после формального судебного процесса он был обезглавлен в Вальядолиде. Похоронен в капелле Святого Иакова в амбулатории Толедского собора.
После пленения Альваро его семья была осаждена королевскими войсками в принадлежавшем ей замке Эскалона, который был подарен новым королём своему фавориту Хуану Пачеко. Герцог Трухильо состоял в браке с «печальной графиней» из рода Пиментелей, от которой имел сына Хуана и дочь Марию. Сын был женат на дочери 1-го герцога Бехара, дочь вышла замуж за 2-го герцога Инфантадо. Мария де Луна, внучка временщика, — жена адмирала Энрикеса, прародительница испанских Борджиа.

## Браки и потомство
Он заключил первый брак в 1420 году с Эльвирой де Портокарреро, дочерью Мартина Фернандеса Портокарреро, сеньора Могера и 3-го сеньора Вильянуэва-дель-Фресно, и Леонор Кабеса де Вака, от этого брака не было наследства.
Будучи женатым на Эльвире, у него родилась внебрачная дочь от Каталины:
- Мария де Луна, сеньора Корнаго. 6 августа 1436 года король Кастилии Хуан II выдал свидетельство о легитимации в пользу Марии де Луна, дочери кондетабля и Каталины. Она вышла замуж за родственника Хуана де Луна-и-Мендоса, алькайда Сории, племянника ее отца.

После того, как умерла его первая жена Эльвира де Портокарреро, у него родился внебрачный сын от Маргариты Мануэль, вдовы Диего Гарсиа де Толедо Барросо и дочери Энрике Мануэля де Вильена и Беатрис де Соуза:
- Педро де Луна-и-Мануэль (1415—1494), 1-й сеньор Фуэнтидуэнья, женат на Эльвире де Айяла-и-Эррера

Он заключил второй брак в 1430 году в Вильямурьель-де-Серрато с Хуаной Пиментель, «La Triste Condesa», графиней Монтальбан и дочерью 2-го графа Бенавенте Родриго Алонсо Пиментеля и его жена Леонор Энрикес. От этого брака родились:
- Хуан де Луна-и-Пиментель (1435—1456). В 1440 году его отец основал майорат в свою пользу в графстве Сан-Эстебан-де-Гормас и Алькосар.
- Мария де Луна-и-Пиментель (1432 — 11 января 1497). Около 1459 года она вышла замуж за Иньиго Лопеса де Мендоса-и-Луна, 2-го герцога Инфантадо (1438—1500). Она сменила своего брата после его ранней смерти.